# Orenaia helveticalis
Orenaia helveticalis ist ein Schmetterling aus der Familie der Crambiden (Crambidae).

## Merkmale
Die Falter erreichen eine Flügelspannweite von 20 bis 22 Millimeter. Kopf, Thorax und Abdomen sind schwärzlich und mit langen haarartigen Schuppen bedeckt. Die Vorderflügel sind grauschwarz und undeutlich gezeichnet. Wurzel-, Mittel- und Saumfeld sind schwarz und mit langen, fahl blaugrauen Schuppen gesprenkelt und durch die ziemlich breiten wellenförmigen weißlichen inneren und äußeren Querlinien getrennt. Der Diskalfleck ist undeutlich und schmutzig. Die Fransenschuppen sind bräunlich grau. Sie haben an der Basis eine dunkle Linie und sind weiß gerandet. Die Hinterflügel sind weißlich und variabel graubraun durchmischt. Fahlere Exemplare haben einen mehr oder weniger deutlichen dunklen Rand. Die Fransenschuppen haben an der Basis ebenfalls eine dunkle Linie, sie sind aber im Gegensatz zu den Vorderflügeln breiter weiß gerandet. Die Flügelunterseiten glänzen weißlich und sind breit dunkel gerandet. Auf der Vorderflügelunterseite befindet sich ein deutlicher dunkler aber schmaler Diskalfleck. Die Fransenschuppen sind graubraun und haben einen deutlichen weißen Rand.
Bei den Männchen sind die Valven etwas gestreckter als bei den anderen Arten der Gattung. Auf dem Phallus befindet sich eine Gruppe von etwa 14 kräftigen Cornuti.
Bei den Weibchen ist das Corpus bursae breit eiförmig und besitzt in der basalen Hälfte zwei schemenhafte Signa. Der Ductus bursae verjüngt sich allmählich zu einem geriffelten, stärker sklerotisierten Antrum.

## Ähnliche Arten
Orenaia helveticalis unterscheidet sich von den anderen größeren Arten der Gattung Orenaia durch die weiß gerandeten Fransenschuppen und die weißlichen Unterseiten mit dem breiten dunklen Saum.

## Verbreitung
Orenaia helveticalis kommt in den Pyrenäen vor. In Deutschland wurde die Art zuletzt 1952 nachgewiesen (Alpen, oberhalb der Baumgrenze). In Österreich wurde die Art in den Bundesländern Vorarlberg, Nordtirol, Osttirol, Kärnten und der Steiermark nachgewiesen. Die Art wurde auch in der Schweiz und in Italien gefunden.

## Biologie
Die Präimaginalstadien sind unbekannt. Die Falter fliegen von Juli bis August in großen Höhen.

## Systematik
Aus der Literatur sind folgende Synonyme bekannt:
- Ohne Gattung: helveticalis  Herrich-Schäffer, 1851
- Hercyna helveticalis Herrich-Schäffer, 1855
- Oreneia helveticalis ab. albescens  Galvagni, 1926
- Orenaia helveticalis ab. galvagnii  Klima, 1939
- Orenaia helueticalis gedralis Leraut, 1996
- Orenaia helueticalis postalbescens Speidel, 1996

Folgende Unterarten wurden beschrieben:
- Orenaia helveticalis gedralis Patrice Leraut, 1996. Gèdre, Département Hautes-Pyrénées (Frankreich). Die Unterart ist etwas kleiner, die Falter haben eine Flügelspannweite von 17 bis 19 Millimeter bei den Männchen und 20 Millimeter bei den Weibchen. Die inneren und die äußeren Querlinien auf den Vorderflügeln sind weniger wellenförmig und liegen weiter auseinander. Der dunkle Saum auf der Hinterflügelunterseite deutlicher und klarer abgegrenzt. Bei den Männchen ist das Abdomen gestreckter. Diese Eigenschaften sind jedoch nur bei frischen Exemplaren sichtbar. Bei den Männchen sind die Valven schmaler und im Extremfall fingerförmig. Der Phallus ist kürzer und dicker. Bei den Weibchen ist der Ductus bursae länger und schlanker, das Corpus bursae ist rundlicher.[3]
- Orenaia helveticalis murinalis Guillaume Leraut, 2011. Französische Alpen, von Département Hautes-Alpes bis Département Alpes-Maritimes. Die Unterart zeichnet sich durch aschgraue Vorderflügel aus.[8]
- Orenaia helveticalis postalbescens Speidel, 1996. Triglav, Slowenien. Die Unterart ist auffallend fahl. Thorax und Abdomen sind weißlich beschuppt und die Vorderflügeloberseiten sind stärker weiß gesprenkelt. Die Hinterflügelober- und -unterseiten sind mit denen der Nominatform identisch.[3]
- Orenaia helveticalis ventosalis Chrétien, 1910. Mont Ventoux, Frankreich. Die Unterart besitzt hellere Vorderflügel. Die Hinterflügel sind teilweise weiß und haben eine graue Marginallinie. Die Flügelunterseiten sind weißlich und haben ein graues Saumfeld. Der Diskalfleck fehlt häufig. Die Genitalien beider Geschlechter sind mit denen der Nominatform identisch.[8]